# Territorio Federal Margarita
El Territorio Federal Margarita fue un antiguo territorio federal venezolano creado el 5 de agosto de 1900 durante la presidencia de Cipriano Castro, con el territorio del estado Nueva Esparta.

## Historia
El territorio fue elevado de nuevo a la categoría de Estado el 29 de marzo de 1901, cuando la constitución promulgada en esa fecha restableció los veinte Estados existentes previamente.

## Territorio
Los distritos que componían el territorio federal fueron Arismendi, Gómez, Maneiro, Marcano y Mariño.